# سالومه در برابر شنندوا
سالومه در برابر شنندوا (انگلیسی: Salome vs. Shenandoah) یک فیلم صامت کمدی آمریکایی است که در سال ۱۹۱۹ منتشر شد.

## بازیگران
- بن ترپین
- چارلز ماری
- فیلیس هیور
- هاینی کانکلین
- ماری پره‌وو
- فورد استرلینگ
- بیلی بوان
- لوئیز فازندا
- ادی گریبون
- هری گریبن
- جورج جسک
- کاترین مک‌گوار
- برت روچ
- سی‌بل سیلی
- اوا تاچر